# Chief Keef
Keith Cozart, znany pod pseudonimem Chief Keef (ur. 15 sierpnia 1995 w Chicago) – amerykański raper i producent muzyczny.
Dorastał w jednym z sąsiedztw Englewood w Chicago, wywodzi się stamtąd wielu innych artystów jak Fredo Santana, Gino Marley czy SD. Keef zaczął rapować już w bardzo młodym wieku, kiedy to używał do tego maszyny karaoke jego matki oraz pustych taśm do nagrywania muzyki. Podczas nastoletnich czasów został osadzony w areszcie domowym. Początkowe nagrania rapera jak i teledyski cieszyły się wielkim uznaniem wśród lokalnej młodzieży. Z czasem rosnąca popularność Keitha doprowadziła do tematu rozmów między różnymi wytwórniami muzycznymi, w końcu artysta dołączył podpisując swój pierwszy duży kontrakt płytowy z Interscope Records, lecz później podpisał umowę także z 1017 Brick Squad Records założone przez innego rapera pod pseudonimem Gucci Mane. Chief Keef jednak z biegiem czasu założył swój własny label, nazwany Glo Gang, wcześniej Glory Boyz Entertainment.